# Live at Winterland 1978
Live at Winterland 1978 – zapis dźwiękowy ostatniego koncertu zespołu Sex Pistols, który odbył się w sali koncertowej Winterland w San Francisco 14 stycznia 1978 roku. Koncert został również sfilmowany.

## Lista utworów
1. God Save The Queen
2. I Wanna Be Me
3. Seventeen
4. New York
5. E.M.I.
6. Belsen Was A Gas
7. Bodies
8. Holidays in the Sun
9. Liar
10. No Feelings
11. Problems
12. Pretty Vacant
13. Anarchy in the U.K.
14. No Fun

## Skład
- Johnny Rotten – wokal
- Steve Jones – gitara, wokal
- Sid Vicious – gitara basowa, wokal
- Paul Cook – perkusja